# Jeder stirbt für sich allein (1962)
Jeder stirbt für sich allein ist ein deutscher Fernsehfilm aus dem Jahr 1962. Grundlage war der gleichnamige Roman von Hans Fallada. Regisseur war Falk Harnack, der den Film im Auftrag des Senders Freies Berlin (SFB) drehte. Seine Erstausstrahlung war am 19. Juli 1962 in der ARD (heute Das Erste).
Der Film basiert wie das Buch auf dem Leben des Berliner Ehepaars Otto Hermann Hampel und Elise Hampel.

## Inhalt
Berlin Anfang der 1940er Jahre im Nationalsozialismus. Als das Ehepaar Quangel vom Tod ihres Sohnes in Frankreich erfährt, erwacht in ihnen das Bedürfnis, als einfache Menschen etwas gegen das Unrechtsregime zu unternehmen. Der Fabrikarbeiter Otto Quangel schreibt Karten, in denen er die Regierung anprangert und die er heimlich in Treppenhäusern in der Umgebung ablegt, um damit die Finder aufzurütteln. Über Monate und Jahre hat die Polizei in Gestalt von Kommissar Escherich keine heiße Spur, der sogenannte „Klabautermann“ bleibt ein Phantom. Doch dann unterläuft Otto Quangel ein folgenschwerer Fehler, und das Paar wird festgenommen, verhört und vom Volksgerichtshof zum Tod durch das Fallbeil in Plötzensee verurteilt.

## Entstehungsgeschichte
Der Anstoß für den zugrundeliegenden Roman kam unter anderem durch die DEFA, die eine Verfilmung plante, vorerst aber nicht realisierte. Er erschien erstmals – um „kritische Stellen“ gekürzt – von April bis August 1947 als Fortsetzungsgeschichte in der Neuen Berliner Illustrierten und im Januar 1948 als Buch im Aufbau-Verlag. Obwohl er sich in der DDR gut verkaufte, kam es zu keiner Veröffentlichung in Westdeutschland. Dort erschien der Roman erst im September 1964, also deutlich nach Ausstrahlung des Fernsehfilms.

## Spätere Verfilmungen
- 1970 Jeder stirbt für sich allein: TV-Mehrteiler der DEFA unter Regisseur Hans-Joachim Kasprzik. Das Ehepaar Quangel spielten Elsa Grube-Deister und Erwin Geschonneck. Weitere Darsteller waren hier u. a. Wolfgang Kieling, Dieter Franke, Barbara Adolph, Wolfgang Greese, Fred Delmare, Christine Schorn, Fred Düren, Günther Simon und Rolf Hoppe.

- 1976 Jeder stirbt für sich allein: Spielfilm von Alfred Vohrer mit Hildegard Knef und Carl Raddatz in den Hauptrollen. Einige der Schauspieler, die bereits in der Verfilmung von 1962 mitwirkten, spielen auch hier eine Rolle, die jedoch mit der ursprünglichen Rolle in völligem Kontrast steht - vor allem Akteure, die als Synchronsprecher bekannt waren wie Martin Hirthe und Klaus Miedel.

- 2016: Jeder stirbt für sich allein ist ein deutsch-französisch-britischer Spielfilm von Vincent Perez mit Emma Thompson und Brendan Gleeson in den Hauptrollen.

## Kritik
„Der beste Film ist, wie meist, am wenigsten bekannt und im Archiv verschwunden; er stammt von Falk Harnack, dem ehemaligen Direktor der DEFA.“